# Lars von Engeström
Lars von Engeström (født 24. december 1751, død 19. august 1826) var en svensk diplomat og statsmand,
søn af biskop Johan Engeström, bror til Jacob og Johan von Engeström.
Efter 1770-82 at have gjort tjeneste i de centrale embedskontorer i Stockholm blev von Engeström chargé d'affaires i Wien og sendtes derefter 1787 til Polen, i begyndelsen uden noget specielt hverv. Senere blev han gesandt i Warszawa. Von Engeström modvirkede her ivrigt Rusland, han bidrog til oprettelsen af forbundet mellem Preussen og Polen, og fik Gustaf III af Sverige til at opgive sine planer om Polens krone.
1792-93 var von Engeström hjemme i Sverige som hofkansler, derefter var han indtil 1795 gesandt i London, 1798-1803 i Berlin. Efter 1803 fik han ikke nye poster af Gustaf IV Adolf, da han som følge af sine franske sympatier ikke havde dennes fulde Tillid. 
Efter statsomvæltningen i 1809 fik han, efter en kort tid på posten som kancelipræsident, den nyoprettede post som "Statsminister for Udenrigsforhold" og betragtedes i tiden derefter som Sveriges egentlige førsteminister. Hans indflydelse var imidlertid ikke dominerende.
Da Jean Baptiste-Bernadotte (senere Kong Karl 14. Johan) var blevet valgt til kronprins, og de facto hdve overtaget ledelsen af Sveriges udenrigspolitik, føjede von Engeström. sig efter den ny magthaver, skønt han
vist ikke altid sympatiserede med denne. På indenrigspolitiken havde han mere indflydelse.
Von Engeström vandt ikke ry som en stor statsmandsbegavelse eller reformator, men han var vidende, virksom og praktisk dygtig. Ikke ringe betydning havde han som kansler for Lunds Universitet (1810-24). Han fremviste i den forbindelse stor interesse for videnskab og forskning, og en varm kærlighed til universitetet. Hans ledelse af universitetet havde næsten patriarkalsk Karakter; den bidrog til at hæve universitetet op til en storhedstid, betegnet bl.a. af Navne som Esaias Tegnér og Carl Adolph Agardh.
I 1824, i en alder af 72, trak von Engeström sig tilbage til  godset Jankowicz i preussisk Polen, som han havde tilegnet sig i 1790 ved sit ægteskab med grevinde Rozalia Drya-Chlapowska. Her døde han i 1826. Hans store
håndskriftsamling indlemmedes 1864 i Kungliga biblioteket i Stockholm. En række af hans efterladte skrifter er udgivet af Elof Tegnér, med titlen
"Minnen och anteckningar af Lars v. E.".